# Мади Бапиулы
Мади Бапиулы (каз. Мәди Бәпиұлы; 1880, ныне Каркаралинский район Карагандинской области Казахстана — 1 февраля 1921, Каркаралинск, Киргизская АССР, РСФСР) — казахский акын, певец и композитор.

## Биография
Происходит из подрода Айбике-Шаншар рода Каракесек племени аргын. С детства прославился своим пением и игрой на домбре. Встречаясь с известными певцами-импровизаторами Акан Серы, Биржан-салом, Мади демонстрировал своё искусство, учился у них.
Мади Бапиулы был осужден и отбывал наказание в Атбасаре, Каркаралинске, Семипалатинске, Омске. В тюрьме, тоскуя по родному краю, создал песню «Каракесек», в которой с горечью говорит о своей тяжёлой судьбе, царящей в мире несправедливости.
Во время национально-освободительного движения 1916 года в Казахстане Мади в своих стихах обличал произвол царской администрации и патриархально-феодальной верхушки аула.  В 1917 году волостной правитель Айкожа Темиржанов обвиняет Мади в конокрадстве, побеге из тюрьмы, и поэта снова арестовывают. В Каркаралинской тюрьме встретил Мади весть об Октябрьской революции. В 1918 году Мади был освобожден. В это время родилась ещё одна песня композитора, ставшая популярной в народе, и названная «Мади».  В 1919 году в рядах красных партизан воевал против войск Колчака.
После установления советской власти был обвинен в поддержке повстанцев и был вынужден скрыться в родном ауле. Однако его выследил в степи отряд НКВД и расстрелял без суда и следствия.
Творческое наследие Мади Бапиулы полностью не собрано. Его песни были использованы Е. Г. Брусиловским в первых казахских национальных операх: «Каракесек», «Ширкин-ай», «Мади», «Кыз Жибек». Жизни и творчеству Мади Бапиулы посвящены исследования А. К. Жубанова, А. Бектасова, роман А. Абишева «Гроза».